# Cedar Mills
Cedar Mills és una població dels Estats Units a l'estat de Minnesota. Segons el cens del 2000 tenia 53 habitants.

## Demografia
Segons el cens del 2000, Cedar Mills tenia 53 habitants, 26 habitatges, i 15 famílies. La densitat de població era de 46,5 habitants per km².
Dels 26 habitatges en un 23,1% hi vivien nens de menys de 18 anys, en un 46,2% hi vivien parelles casades, en un 7,7% dones solteres, i en un 42,3% no eren unitats familiars. En el 42,3% dels habitatges hi vivien persones soles l'11,5% de les quals corresponia a persones de 65 anys o més que vivien soles. El nombre mitjà de persones vivint en cada habitatge era de 2,04 i el nombre mitjà de persones que vivien en cada família era de 2,8.
Per edats la població es repartia de la següent manera: un 22,6% tenia menys de 18 anys, un 5,7% entre 18 i 24, un 30,2% entre 25 i 44, un 17% de 45 a 60 i un 24,5% 65 anys o més.
L'edat mediana era de 41 anys. Per cada 100 dones de 18 o més anys hi havia 95,2 homes.
La renda mediana per habitatge era de 36.875 $ i la renda mediana per família de 51.875 $. Els homes tenien una renda mediana de 35.000 $ mentre que les dones 23.750 $. La renda per capita de la població era de 17.998 $. Cap de les famílies estaven per davall del llindar de pobresa.

## Poblacions més properes
El següent diagrama mostra les poblacions més properes.